# ロンプラー
ロンプラー (Rompler) とはサンプル音源をプリセットしてスイッチ切り替えだけで簡単に使えるようにした音源モジュールあるいは電子キーボードを指す1990年代の音楽業界の業界用語。比較的安価な電子キーボード/音源モジュールが中心だった。1990年代はハードウェアを指していたが、デジタル音楽の隆盛に伴い、サンプル音源の再生のみに特化したソフトウェア音源プレーヤーに対しても使われるようになった。

## 解説
ROM（ロム）に記録されたサンプル音源をプリセットとして使えるようにしたサウンドモジュール（モジュール音源）を備える。音声合成シンセ機能(新規の音の作成)や、サンプリング機能（既存の音のデジタル化）はない。ROM（読み出しオンリーメモリー）とサンプラーを合わせた言葉。1990年代初頭にE-MU Proteusシリーズ(E-mu Proteus英語版記事)が広く受け入れられ他のメーカーも追従し多様な製品群があらわれ、この用語も広がり、1990年代に大流行した
シンセプログラマーやサンプリング技術者に頼らず、ミュージシャン自身が流行りの音を簡単に使いこなせたことが、受け入れられた理由である。
一方で、機械の扱いに長ける音楽家や、新しい音を求めるクリエイティブ志向の音楽家たちからは、批判的にとらえられていた。

## 代表的な製品

### ハードウェア
- Ensoniq Mirage 32kHz, 8-bit sampling and 128kb RAM[2] (英語版)
- Roland D-50 [2] (英語版) ローランド社自身はLA(Linear Arithmetic)シンセシス（音源）と呼称した[9]
- Korg M1[2] (コルグ・Mシリーズ) コルグ社自身は「ワークステーション」と呼称した

### ソフトウェア
- Native Instruments Kontaktシリーズ[2]　(Native Instruments社)
- Steinberg HALionシリーズ[2] (Steinberg社)
- Akai MPC X[2] AKAI professional(Akai MPC英語版)

## 参照
1. ↑  https://blog.landr.com/lethal-audio-lethal-review/
2. 1 2 3 4 5 6 7  https://www.musictech.net/guides/buyers-guide/best-samplers-romplers/
3. ↑  http://melodealer.com/vst4free-sh-it-bass/
4. ↑  https://guitarkouza.net/blog/2018/01/atmospheremolekules.php
5. ↑  https://www.superdtmnews.com/2308/
6. ↑  https://www.sweetwater.com/insync/rompler/
7. ↑  サウンド＆レコーディングマガジン Web版「STEINBERG Halion 6」製品レビュー https://www.snrec.jp/entry/productreview/2017/04/65181
8. ↑  https://www.gearslutz.com/board/electronic-music-instruments-and-electronic-music-production/837439-why-romplers-hated-so-much.html
9. ↑  https://blog.musictrack.jp/ja/posts/3961

## 関連情報
- 音源モジュール
- デジタルシンセサイザー
- サンプラー
- PCM音源